# Luis Marín Sabater
Luis Marín Sabater (Ordicia, España, 4 de septiembre de 1906-Guipúzcoa, España, 21 de diciembre de 1974) fue un futbolista español que se desempeñaba como delantero y su primer club fue el Athletic de Madrid.

## Carrera
Comenzó su carrera en 1928 jugando para Athletic de Madrid. Jugó para el club hasta 1936. En 1939 se pasó al otro club madrileño, el Real Madrid F. C., en donde jugó hasta el año 1941. En ese año se pasó al Granada C. F., en donde terminó su carrera como futbolista en el año 1945.

## Selección nacional
Fue convocado por la Selección de fútbol de España en 1934, aunque sin llegar a debutar.

## Clubes
| Club               | País   | Año       |
| ------------------ | ------ | --------- |
| Atlético de Madrid | España | 1928-1936 |
| Real Madrid        | España | 1939-1941 |
| Granada CF         | España | 1941-1945 |

- Datos: Q3840379